# قرار مجلس الأمن التابع للأمم المتحدة رقم 1044
قرار مجلس الأمن التابع للأمم المتحدة رقم 1044 ، الذي اتخذ بالإجماع في 31 يناير 1996، بعد أن أشار إلى محاولة اغتيال الرئيس المصري حسني مبارك في قمة منظمة الوحدة الأفريقية في العاصمة الإثيوبية أديس أبابا في 26 يونيو 1995، وطالب بأن تمتثل حكومة السودان لطلبات منظمة الوحدة الأفريقية بتسليم المشتبه فيهم الذين يأوون في البلد إلى إثيوبيا.
وقد أعربت ديباجة القرار عن استيائها إزاء الإرهاب الدولي الذي أدى إلى سقوط قتلى أبرياء، وتدهور العلاقات الدولية، وتعرض أمن البلدان للخطر. كانت هناك حاجة إلى تعزيز التعاون الدولي في مجال اعتماد تدابير لمنع جميع أشكال الإرهاب ومكافحتها والقضاء عليها. واشار المجلس إلى ان منظمة الوحدة الأفريقية كانت تعتبر في وقت سابق الهجوم بانه يستهدف ليس فقط في موباراك، وانما أيضا في سيادة اثيوبيا، وفي افريقيا ككل. وأعرب عن أسفه لأن السودان لم يمتثل لطلبات منظمة الوحدة الأفريقية بتسليم المشتبه فيهم.
وأدان مجلس الأمن محاولة الاغتيال وأعرب عن أسفه لانتهاك سيادة إثيوبيا ومحاولة الإخلال بالسلام والأمن في ذلك البلد وفي المنطقة ككل. وأعرب عن الترحيب بالجهود التي تبذلها إثيوبيا لحل هذه المسألة على الصعيدين الثنائي والإقليمي، في حين طلب إلى السودان تسليم المشتبه فيهم الثلاثة إلى إثيوبيا وفقا لمعاهدة تسليم المجرمين المبرمة في عام 1964 بين البلدين، وعدم دعم أشكال الإرهاب أو إيواء المشتبه في كونهم إرهابيين.
وحث المجتمع الدولي على تشجيع السودان على الرد بشكل إيجابي على مطالب منظمة الوحدة الأفريقية، بينما طلب من الأمين العام للأمم المتحدة بطرس بطرس غالي تقديم تقرير حول الوضع في غضون 60 يوما إلى المجلس.
وبعد أن رفض السودان الامتثال للقرار، فقد عوقب بموجب قرار مجلس الأمن التابع للأمم المتحدة رقم 1054 وقرار مجلس الأمن التابع للأمم المتحدة رقم 1070.

## وصلات خارجية
- نص القرار في undocs.org